# Emotion (альбом Барбры Стрейзанд)
| Оценки критиков | Оценки критиков |
| Источник        | Оценка          |
| --------------- | --------------- |
| AllMusic        | [ 1 ]           |

Emotion — студийный альбом Барбры Стрейзанд, вышедший 9 октября 1984 года на лейбле Columbia Records. Несмотря на то, что альбом не повторил успеха предыдущих записей, 18 декабря того же года он стал платиновым в США.

## Об альбоме
Emotion стал первым поп-альбомом Барбры со времен выхода Guilty в 1980 году. После сборника Memories и саундтрека Yentl, настойчивость лейбла на запись поп-альбома, который смог бы повторить успех Guilty, привела Барбру в студию. В отличие от Guilty, который был спродюсирован только Барри Гиббом, Emotion продюсировали девять человек.
Заглавная песня «Emotion» была записана для альбома последней. Продюсером песни стал Ричард Перри, который работал с Барброй над альбомами Stoney End и Barbra Joan Streisand. Дуэт с Ким Карнс, «Make No Mistake, He’s Mine», был записан 21 июня 1984 года в студии Bill Schnee Studios. Карнс рассказывала: «До нашей встречи, Барбра уже исполняла кавер-версии двух моих песен —- „Love Comes From Unexpected Places“ и „Stay Away“. Однажды мне позвонил Джон Питерс, который был её менеджером в то время, и предложил написать и спеть с Барброй дуэт. Несмотря на то, что я была ужасно польщена, я сказала: 'Я подумаю. Постараюсь что-нибудь придумать'. Когда я положила трубку, я подумала: 'Это так странно, наш дуэт никогда не получится, ведь наши голоса так отличаются. Я не смогу сделать это'. Я села за пианино и провела около часа или двух в работе над песней. И знаете, песня родилась легко. Я так боялась не успеть сделать её, что даже боялась отойти от пианино». Песня была перезаписана Ронни Милсапом и Кенни Роджерсом с названием «Make No Mistake, She’s Mine» и имела успех на кантри-радио.
Морис Уайт спродюсировал пять песен для альбома —- «Time Machine», «When I Dream», «Heart Don’t Change My Mind», «When the Lovin’ Goes Out of the Love» и «How Do You Keep the Music Playing?». Последние две в альбом не вошли. Уайт позже признавался, что остался недоволен работой над альбомом. Он долго и безуспешно настаивал на релизе своих песен как синглов, считая, что они смогут стать большими хитами. Кроме того, он был недоволен, что Барбра внесла ряд изменений в его песни незадолго до выхода альбома, не сообщив об этом ему.
Барбра участвовала в написании песни «You’re A Step in the Right Direction». Это был её первый опыт в написании лирики с 1979 года, когда она работала над песней «Wet». Джон Мелленкамп написал для этой песни музыку. Он рассказывал, что Барбра просила его записать с ней целый альбом, однако, в виду своей занятости, они сделали вместе только одну песню.
Песню «Here We Are At Last» Барбра написала со своим бойфрендом Ричардом Баскином. Песня изначально должна была стать саундтреком фильма Главное событие 1979 года, однако было решено использовать более танцевальную песню, подходящую к фильму. Песня также использовалась в одной из сцен другого фильма Стрейзанд, Чокнутые.
Фото для оформления альбома снял Грег Горман.

## Коммерческий успех
Альбом дебютировал в чарте Billboard 200 с 59 места 27 октября 1984 года, достигнув пик-позиции на 19 месте спустя две недели и оставаясь в чарте в течение 28 недель. 18 декабря 1984 года он был сертифицирован как платиновый.
Первый сингл с альбома, «Left in the Dark», вышел в сентябре 1984 года. В рамках промокампании сингла Барбра сняла видео, которое стало первым в её карьере, получившим ротацию на MTV. Клип был снят за три дня в Лос Анджелесе режиссёром Джонатаном Капланом. Одну из ролей в клипе исполнил Крис Кристофферсон, партнёр Стрейзанд по фильму «Звезда родилась». Сингл не имел успеха, достигнув 50 места в чарте Billboard Hot 100, оставаясь в чарте 12 недель. Второй сингл, «Make No Mistake, He’s Mine», вышел в ноябре. Песня поднялась на 51 место чарта Billboard Hot 100 и оставалась в сотне 10 недель. Заключительным синглом с альбома стала заглавная песня, вышедшая в феврале 1985 года. На песню был снят клип при участии Роджера Долтри и Михаила Барышникова. Видео было вдохновлено фильмом «Конформист» Бернардо Бертолуччи. Клип снял Ричард Баскин в октябре 1984 года в Лондоне. Для раскрутки песни, помимо клипа, был выпущен короткометражный фильм о его съемках —- The Making of Barbra Streisand’s Emotion. Семиминутное видео показывали в кинотеатрах перед началом полнометражного фильма. Несмотря на большую промокампанию, сингл провалился, достигнув лишь 79 места в чарте США и оставаясь в топ-100 лишь 2 недели.

## Список композиций
1. Emotion (Peter Bliss) — 4:58
2. Make No Mistake, He’s Mine (Ким Карнс) — 4:10
  - Дуэт в исполнении Стрейзанд и Ким Карнс
3. Time Machine (Морис Уайт, Мартин Джордж Пейдж[англ.], Brian Fairweather) — 4:56
4. Best I Could (Bobby Whiteside, Richard Parker) — 4:21
5. Left in the Dark (Джим Стайнман) — 7:13
6. Heart Don’t Change My Mind (Дайан Уоррен, Робби Бухэнен[англ.]) — 4:56
7. When I Dream (Кэти Уэйкфилд[англ.], Ричард Баскин[англ.]) — 4:31
8. You’re a Step in the Right Direction (B. Streisand, Джон Мелленкамп) — 3:54
9. Clear Sailing (Peter McIan, Anne Black Montgomery) — 3:56
10. Here We Are at Last (Streisand, R. Baskin) — 3:19

## Чарты и сертификации
| Чарт (1984)                      | Место |
| -------------------------------- | ----- |
| Австрия (Ö3 Austria)             | 13    |
| Нидерланды (Album Top 100)       | 12    |
| Германия (Media Control)         | 40    |
| Новая Зеландия (RMNZ)            | 25    |
| Норвегия (VG-lista)              | 13    |
| Швеция (Sverigetopplistan)       | 23    |
| Швейцария (Schweizer Hitparade)  | 17    |
| Великобритания (UK Albums Chart) | 8     |
| США (Billboard 200)              | 19    |

| Регион                                                      | Сертификация | Продажи    |
| ----------------------------------------------------------- | ------------ | ---------- |
| Австралия (ARIA)                                            | Платиновый   | 70 000^    |
| Канада (Music Canada)                                       | Золотой      | 50 000^    |
| Нидерланды (NVPI)                                           | Золотой      | 50 000^    |
| Новая Зеландия (RMNZ)                                       | Платиновый   | 15 000^    |
| Великобритания (BPI)                                        | Золотой      | 100 000^   |
| США (RIAA)                                                  | Платиновый   | 1 000 000^ |
| ^ Данные о тиражах приведены только на основе сертификации. |              |            |